# 2025년 포토맥강 공중 충돌 사고
2025년 포토맥강 공중 충돌 사고(영어: 2025 Potomac River mid-air collision)는 PSA 항공 5342편으로 운항하던 봄바디어 여객기가 버지니아주 알링턴군에 있는 로널드 레이건 워싱턴 내셔널 공항에 착륙하기 위해 최종 접근하던 중 미국 육군의 UH-60 블랙 호크 헬리콥터와 공중에서 충돌한 사고이다. 두 항공기 모두 공중 충돌 후 포토맥강에 추락하여 67명이 사망했다. 여객기에는 64명(승객 60명, 승무원 4명), 헬리콥터에는 3명(전원 승무원)이 탑승해 있었다. 탑승객 중 한국계 10대 피겨스케이팅 선수 2명도 탑승하고 있던 것으로 전해졌다.
5342편은 아메리칸 항공 그룹이 전액 출자한 자회사 PSA 항공이 운영하는 지역 항공사 브랜드 아메리칸 이글 5342편으로 편성되어 캔자스주 위치토에 있는 위치토 드와이트 D. 아이젠하워 국립공항에서 이륙했다. 미육군의 헬리콥터는 버지니아주 페어팩스군의 데이비슨 육군 비행장에서 이륙해 야간 훈련비행 중이었다.
이번 사고는 2001년 11월 아메리칸 항공 587편 추락 사고 이후 미국에서 발생한 가장 사상자가 많은 항공기 추락 사고이다.

## 항공기

### 비행기
아메리칸 이글 5342편은 20년 된 봄바디어 CRJ-700 시리즈로 운항되었으며, 이 항공기는 단거리에서 중거리 항공편에 일반적으로 사용되는 리저널 제트이다. 이 항공기는 CRJ-701ER으로 좌석 수가 약간 더 많고 항속거리가 연장된 모델이었다. 2004년 9월에 제조된 이 항공기는 등록번호 N709PS를 보유하고 있었으며, US 에어웨이스와 아메리칸 항공의 합병 이후 2013년 12월 PSA 항공으로 이관되어 아메리칸 이글 브랜드 하에 운항을 시작했다. 해당 항공편은 캔자스주 위치토의 드와이트 D. 아이젠하워 국제공항을 이륙한 후 로널드 레이건 워싱턴 내셔널 공항으로 향하고 있었다.위치토에서 비행기가 이륙했을 당시에는 이상 징후가 보고되지 않았다.

### 헬리콥터
사고에 연루된 헬리콥터는 미국 육군의 시코르스키 UH-60L 블랙호크로, 등록번호는 00-26860이었다. 이 헬리콥터는 미군 고위 관계자 및 군인들의 수송을 위해 사용되는 골드 톱(Gold Top) 구성으로 되어 있었으며, "우선 항공 수송(Priority Air Transport)" 비행을 의미하는 호출부호 PAT25로 운항 중이었다. 헬리콥터에는 고위 공무원이 탑승하지 않은 상태였다. 해당 헬리콥터는 포트 벨부아 소속 제12항공대대 B중대 소속으로, 충돌이 발생했을 당시 데이비슨 육군비행장에서 훈련 비행을 수행 중이었다.

## 탑승자
여객기에는 승객 60명과 승무원 4명이 탑승했으며 헬리콥터에는 군인 3명이 탑승하고 있다.
여객기의 기장인 Jonathan Campos는 항공사에서 6년 동안 근무했으며, 부기장인 Samuel Lilley는 2년 동안 근무했다. Campos는 브루클린 출신이지만 플로리다주 오르몬드 비치에 거주하며 엠브리-리들 항공 대학교에서 공부했다. Lilley는 조지아주 리치먼드힐 (조지아주) 출신으로, 리치먼드 힐 고등학교와 조지아 서던 대학교를 졸업했다. 항공기 승무원 협회는 두 명의 회원이 5342편에 탑승했다고 보고했다.
여객기에는 2025년 미국 피겨스케이팅 챔피언십을 위한 훈련장으로 가기 위해 미국 피겨스케이팅 선수·코치·가족 총 28명도 타고 있었다. 코치인 예프게니아 시시코바와 바딤 나우모프는 1994년 피겨스케이팅 세계선수권 페어 종목에서 금메달을 땄다. 인나 볼랸스카야는 페어, 알렉산드르 키르사노프는 아이스댄스 선수였다.
헬리콥터에는 미육군 대위(Captain), 2급준위(Chief warrant officer 2), 그리고 하사(Staff sergeant) 총 세 명이 탑승하고 있었다.

## 사고
동부 표준시 기준 오후 8시 47분경, 충돌 약 30초 전 항공 교통 관제사는 헬리콥터 승무원에게 CRJ 여객기를 시각적으로 확인했는지 질문했다. 승무원은 CRJ 여객기를 직접 보고 있음을 확인한 뒤, 시계비행을 요청했다. 이는 조종사가 직접 다른 항공기를 보면서 자체적으로 충돌을 피할 수 있도록 거리와 위치를 조정하겠다는 의미이다. 관제사는 이 요청을 승인했다. 잠시 후, 관제사는 헬리콥터에게 5342편 항공기의 뒤쪽으로 지나가도록 지시했다. 그러나 두 항공기는 고도 300피트(91m) 이하에서 충돌했으며, 당시 여객기의 속도는 시속 128마일(206km/h, 111kn)이었다. 충돌의 충격으로 헬리콥터는 폭발하며 포토맥강으로 추락했다. CRJ-700의 무선 트랜스폰더(항공기의 위치 정보를 송신하는 장치)는 착륙 예정이었던 활주로 33에서 약 2,400피트(730m) 떨어진 지점에서 신호 송출을 중단했다.
충돌 장면은 존 F. 케네디 공연예술센터의 웹캠에 의해 포착되었으며, 또 다른 영상에서는 짧은 불길이 보였다. 목격자들은 충돌 당시 항공기가 "두 동강 나면서" 충돌했다고 보고했으며, 헬리콥터는 항공기 근처에서 뒤집혀 추락했다고 전했다. 다른 항공기의 조종사는 사고를 항공 교통 관제사에게 보고했으며, 자신들이 착륙을 준비하고 있을 때 포토맥 강 반대편에서 불꽃이 보였다고 전했다.
여객기의 공중충돌방지장치는 더 높은 고도에서 충돌을 예방하는 데 도움이 될 수 있었다. 하지만 항공기가 지상에서 1,000피트(300m) 이하일 때는 항공기가 지형이나 다른 항공기와 충돌하는 상황을 피하기 위해 접근 중인 항공기에 대한 경고를 보내지 않는다.
이 사고는 2001년 11월 12일 아메리칸 항공 587편 추락 사고 이후 아메리칸 항공의 첫 번째 인명 사고였으며, 2001년 CRJ-700 시리즈가 도입된 이후 첫 번째 인명 사고였다. 또한, 2009년 2월 12일 콘티넨털 커넥션의 콜간 항공 3407편 추락 사고 이후 미국에서 발생한 첫 번째 주요 상업 항공기 사고이다. 이 사고는 1982년 1월 13일 에어 플로리다 90편이 다리와 충돌한 후 포토맥 강에 추락한 에어 플로리다 90편 추락 사고 이후, 포토맥강에서 발생한 첫 번째 사고이기도 하다.